# Teatry w Łodzi
W Łodzi w wielu miejscach można obcować ze sztuką teatralną. 28 września 1901 roku została otwarta sala Teatru Wielkiego (przez Fryderyka Sellina) – na 1250 miejsc – przy ul. Legionów 14. Spłonęła w roku 1920. Tu działa m.in. Teatr Muzyczny, teatry dramatyczne, teatry dla dzieci. Znajduje się także Teatr Wielki, będący drugim pod względem wielkości gmachem operowym w Polsce i jednym z największych w Europie – ponad 1300 miejsc na widowni. Zainaugurował on swoją działalność 19 stycznia 1967 roku i do tej pory przygotował ponad 240 premier. W bieżącym repertuarze Teatru Wielkiego znajduje się kilkanaście oper, baletów, operetek – od klasyki po dzieła współczesne. Najdłużej wystawianym aktualnie dziełem jest balet Królewna Śnieżka Bogdana Pawłowskiego, którego prapremiera odbyła się 14 marca 1970 roku.

## Obecnie działające teatry w Łodzi

### Teatr Wielki

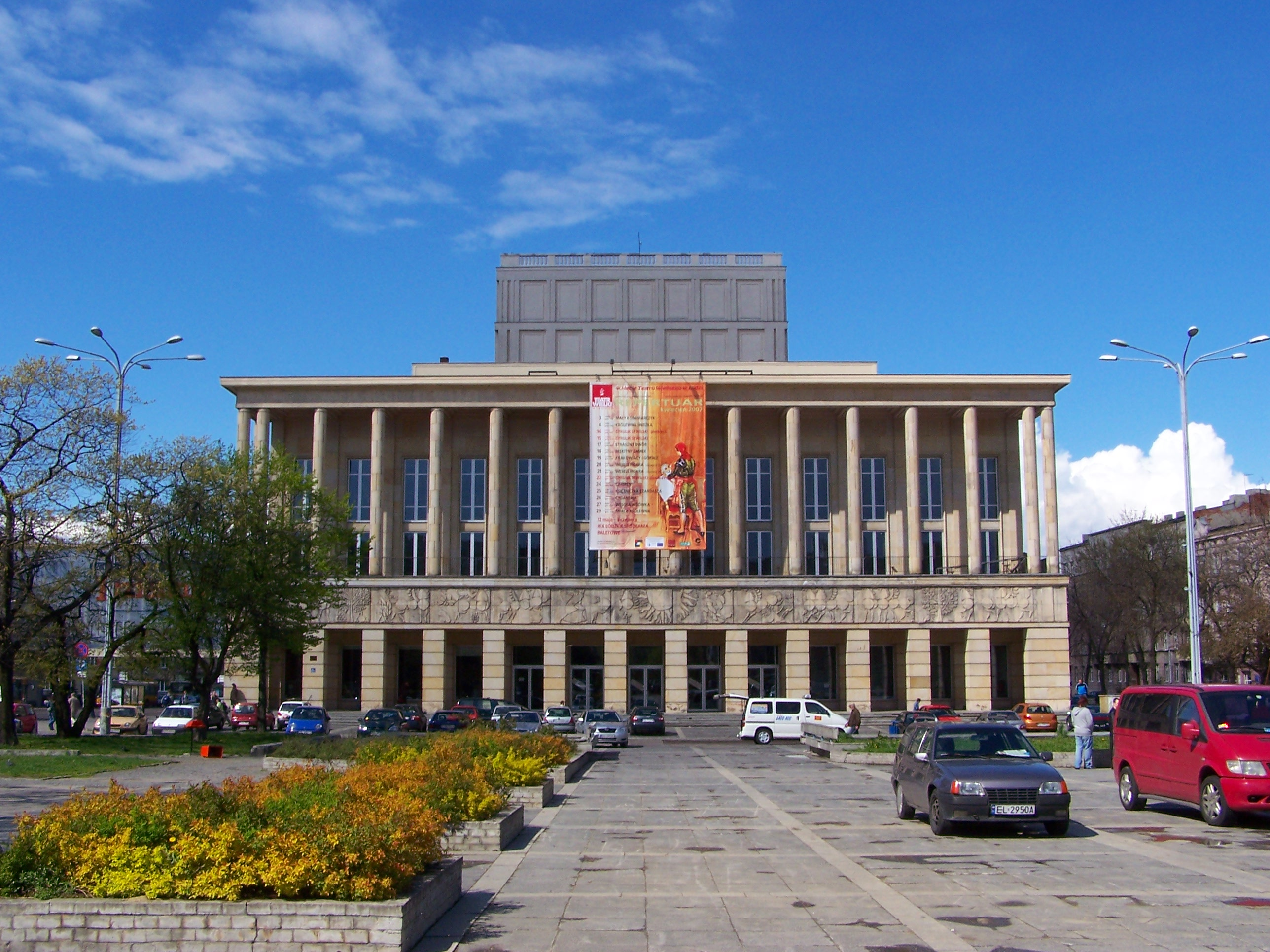
Teatr Wielki w Łodzi

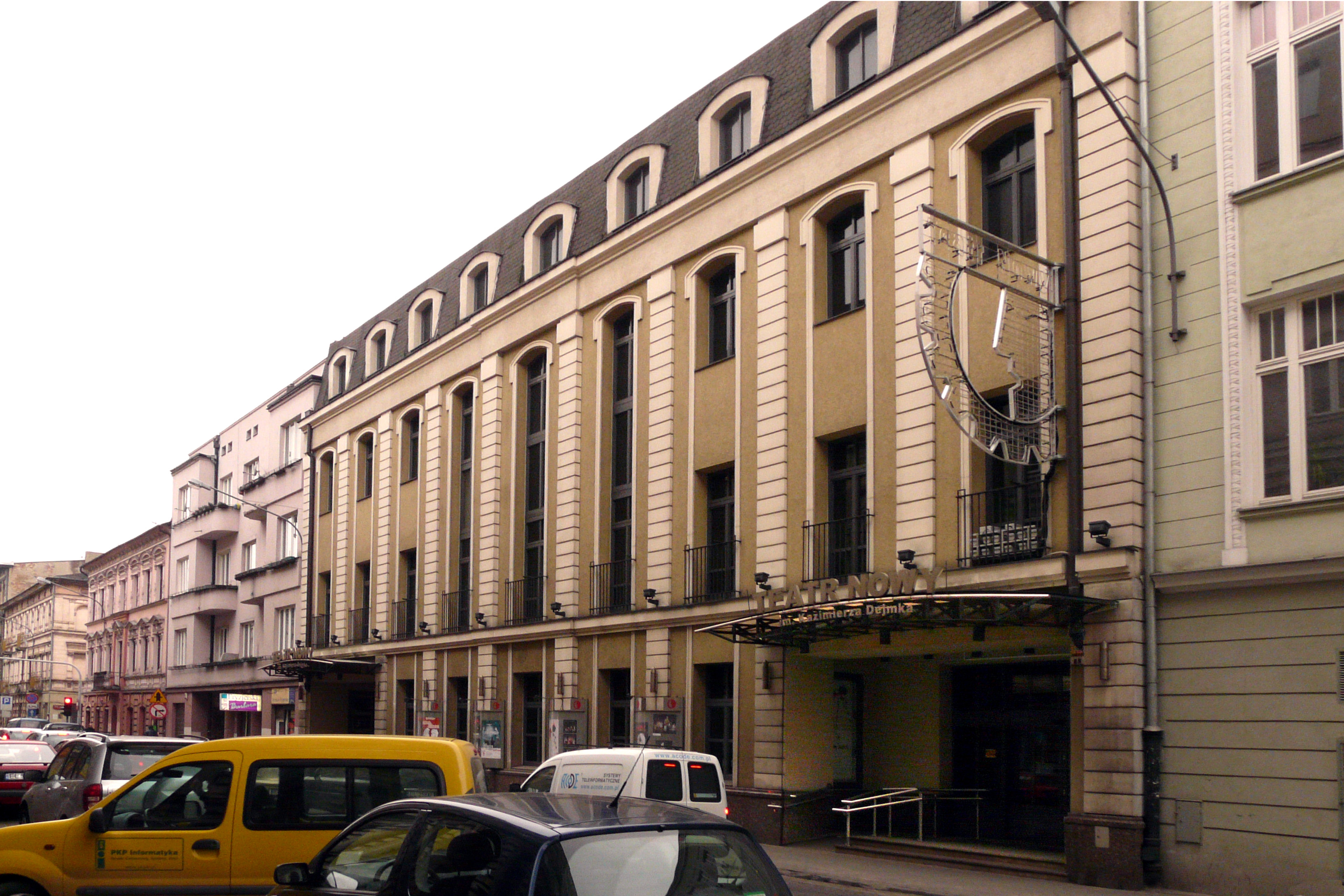
Teatr Nowy im. Kazimierza Dejmka w Łodzi (Duża sala)

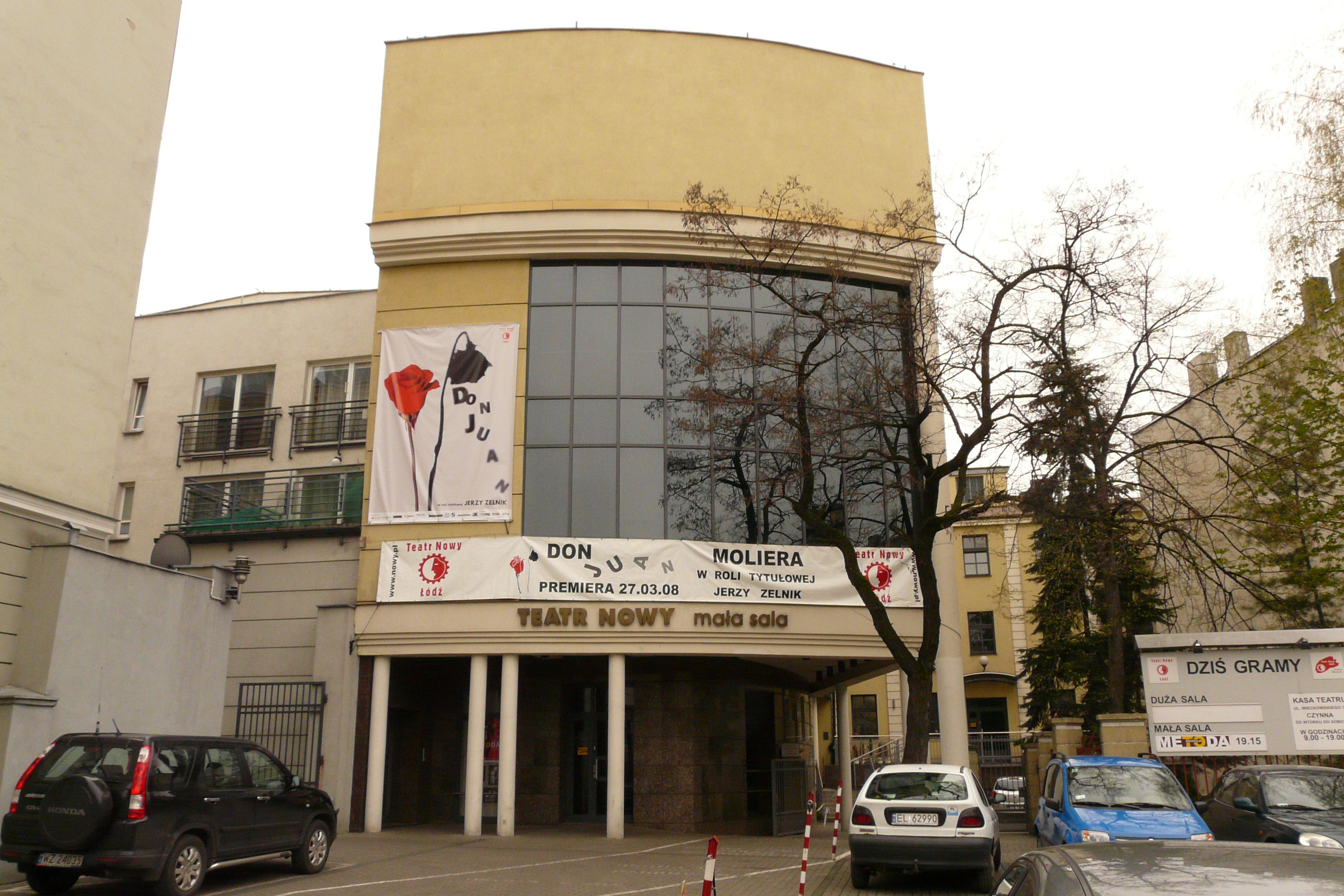
Teatr Nowy im. K. Dejmka w Łodzi (Mała sala)

pl. Dąbrowskiego

### Teatr Nowy im. Kazimierza Dejmka
Duża sala – ul. Więckowskiego 15
Mała sala – ul. Zachodnia 93

### Teatr Szwalnia

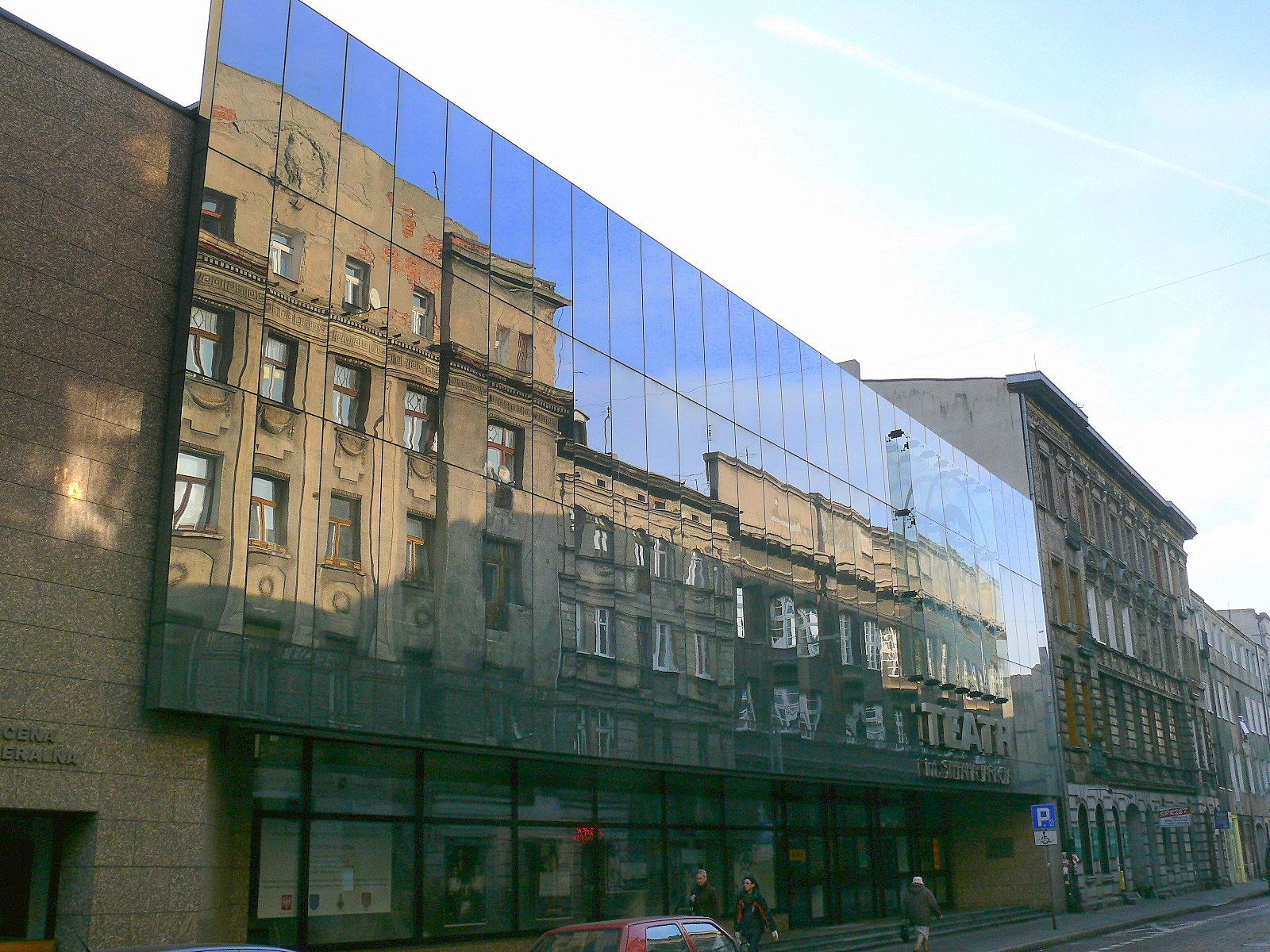
Teatr Jaracza w Łodzi

ul. Struga 90

### Teatr im. Stefana Jaracza

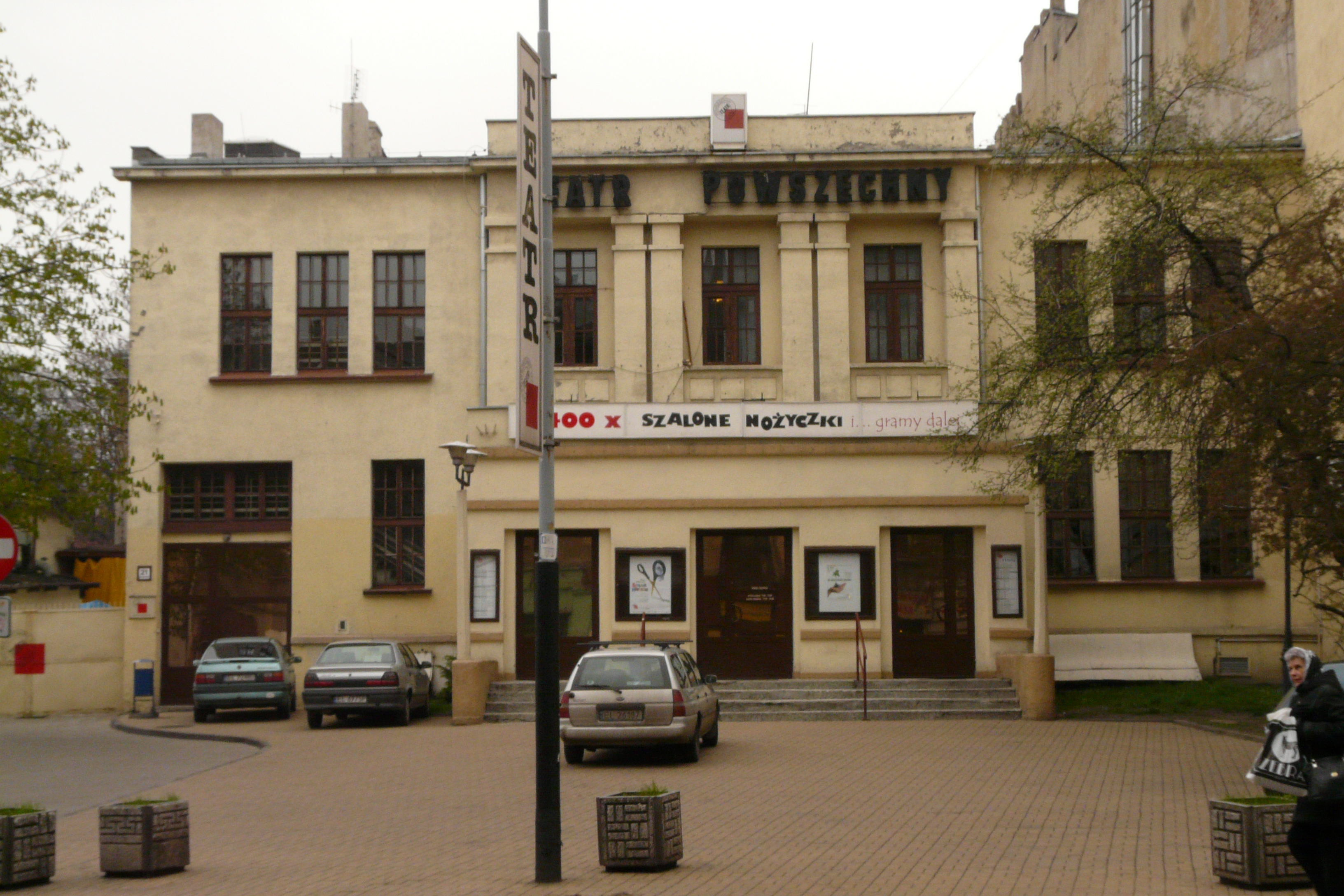
Teatr Powszechny w Łodzi

ul. Kilińskiego 45

### Teatr Powszechny

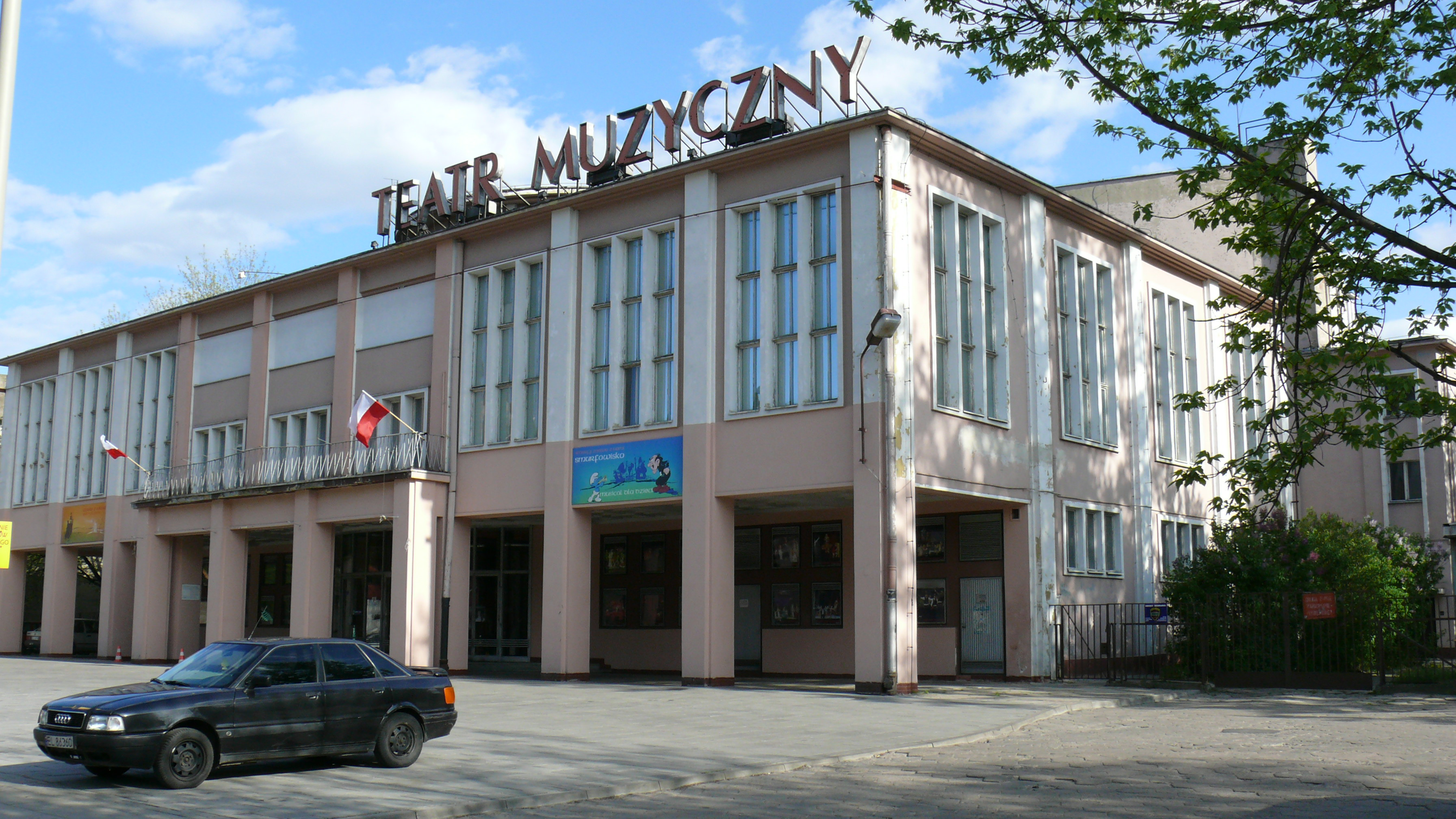
Teatr Muzyczny w Łodzi

ul. Legionów 21

### Teatr Muzyczny

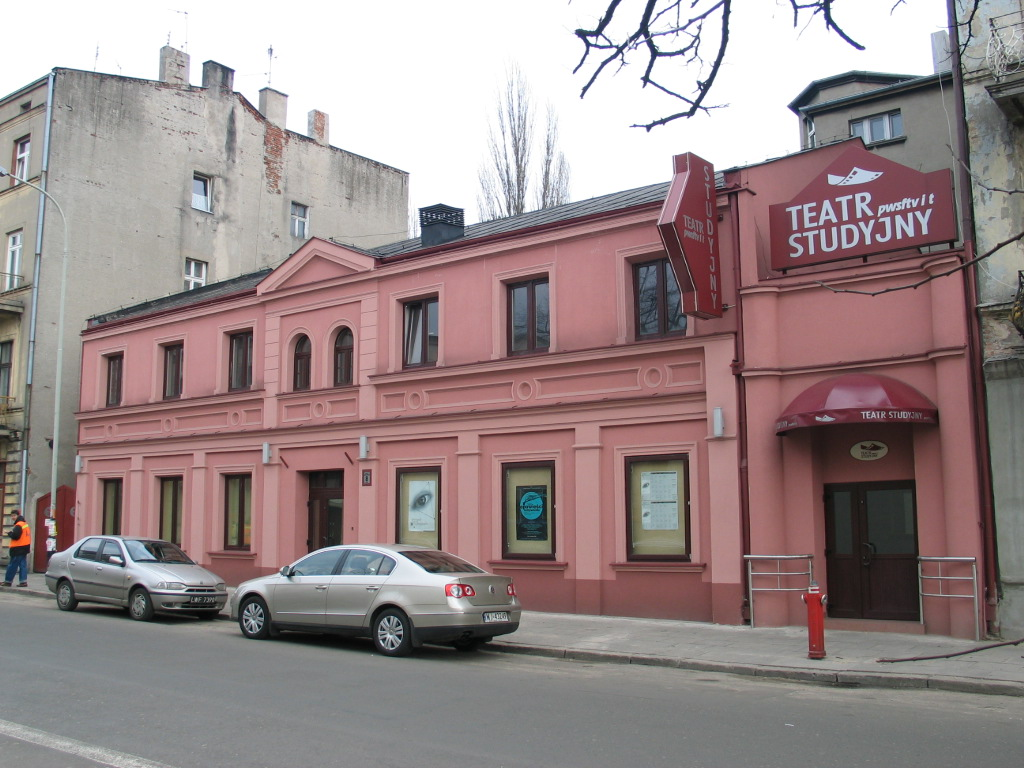
Teatr Studyjny w Łodzi

ul. Północna 47/51

### Teatr Studyjny przy PWSFTviT im. L. Schillera
ul. Kopernika 8

### Teatr Fabryczny
ul. Zachodnia 81/83

### Teatr Logos
ul. Skłodowskiej-Curie 22 (przy kościele Niepokalanego Poczęcia NMP)

### Stowarzyszenie Teatralne Chorea

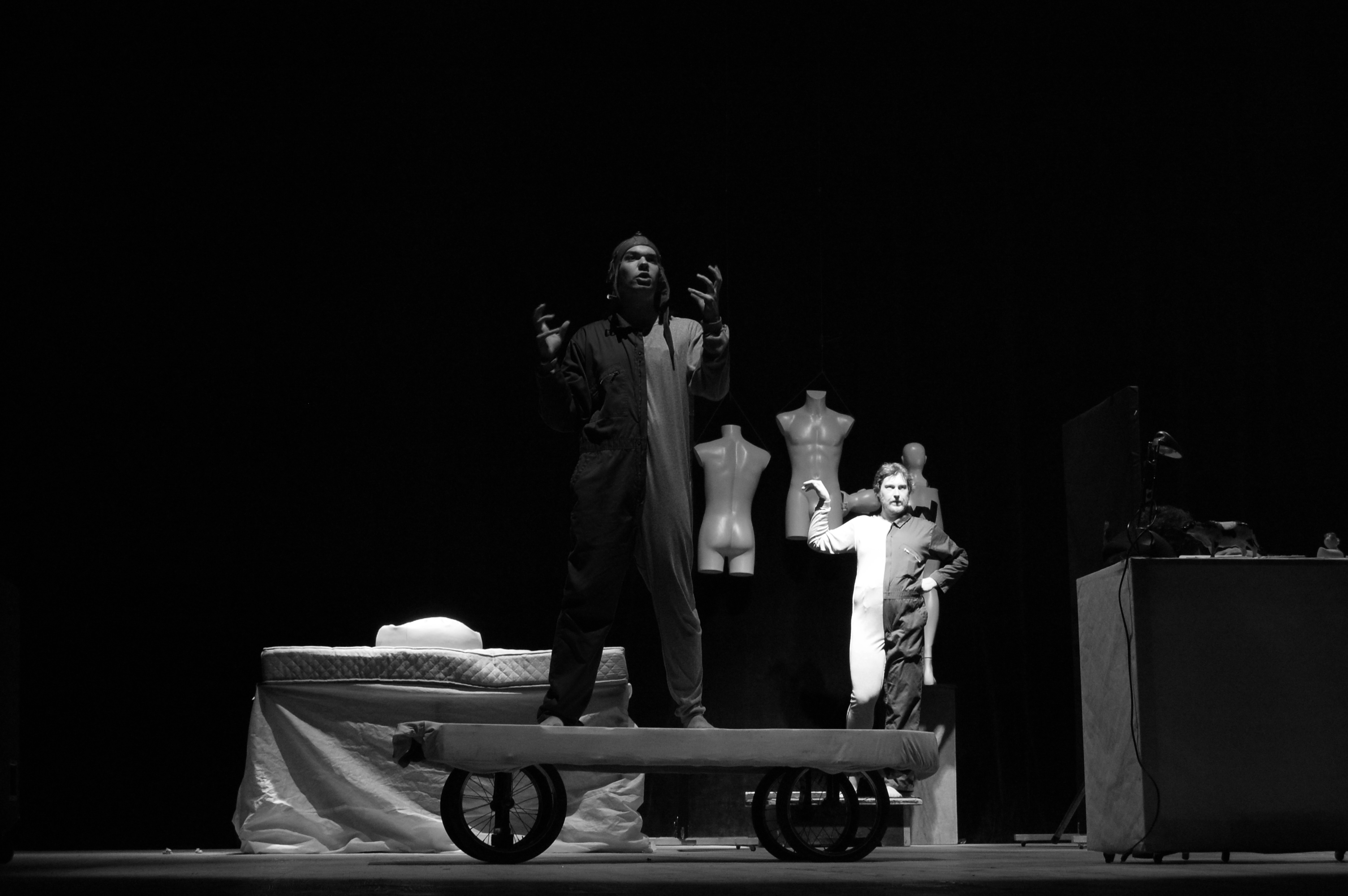
Teatr Napięcie w spektaklu Lewa Strona Prawa Strona, Centrum Kultury w Lublinie, 5 grudnia 2008

ul. Tymienieckiego 3

### Teatr Napięcie
ul. Strykowska 131

### Akademicki Ośrodek Inicjatyw Artystycznych
ul. Zachodnia 54/56

### Teatr Ognia i Papieru
ul. Liściasta 12/15

### Teatr im. Róży Van Der Blaast
ul. Piotrkowska 17

### Teatr im. Emmetta Browna
Dom Literatury w Łodzi, ul. Roosevelta 17

### Teatr Chichot 2
Dom Literatury w Łodzi, ul. Roosevelta 17

### Studio Teatralne „Słup”

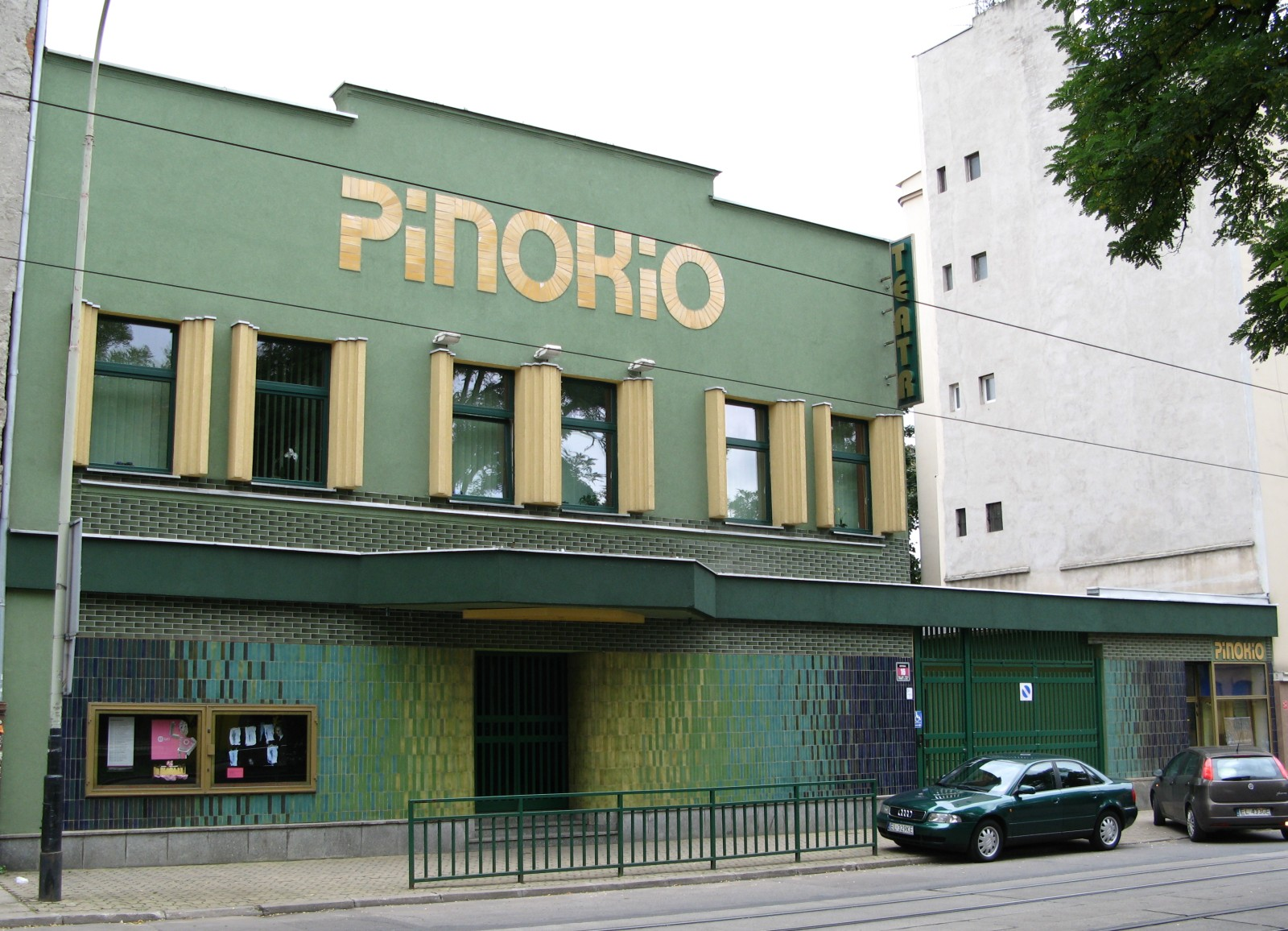
Teatr Pinokio w Łodzi

ul. Gorkiego 16

### Teatr Pinokio
ul. Kopernika 16

### Baśniowa Kawiarenka
ul. Narutowicza 79c. Baśniowa Kawiarenka to kawiarnia, teatr i księgarnia prowadzona przez aktorów

### Teatr Piccolo

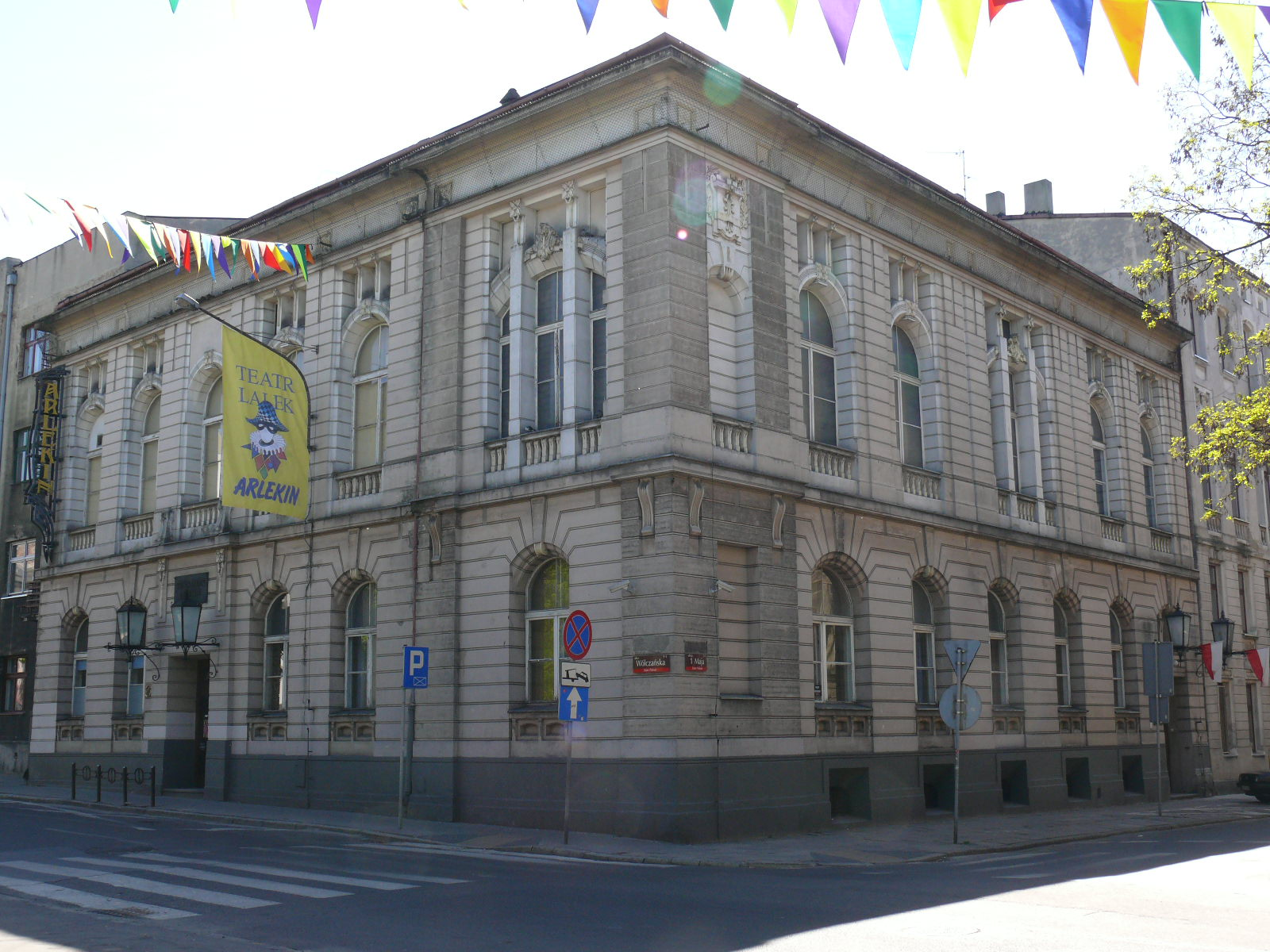
Teatr Lalek Arlekin w Łodzi

ul. Tuwima 34 (budynek dawnego kina Oka)

### Teatr Lalek Arlekin
al. 1 Maja 2
sala widowiskowa: ul. Wólczańska 5

### Ośrodek TeatralnyŁDK
ul. Traugutta 18:
- Teatr Pod Lupą
- Teatr Tańca Pro
- Teatr California
- Teatr PST
- Teatr Etno
- Teatr Griff

### Teatr Zwierciadło
ul. Studzińskiego 73/9,

### Teatr Mały w Manufakturze
ul. Drewnowska 58

### Teatr of Manhattan
Poleski Ośrodek Sztuki, ul. Krzemieniecka 2a

### Teatr Otwarty Grupa robocza
Ośrodek Kultury Górna, ul. Siedlecka 1

### Teatr Tańca Geesy
Bałucki Ośrodek Kultury, ul. Limanowskiego 166

### Prywatny Teatr Romanticum
Klub Filmowca i Aktora Oskar, ul. Piotrkowska 189

### Teatr Antrakt
ul. Lniana 2

### Teatr V6
ul. Żeromskiego 74/76 (w budynku dawnego kina Przedwiośnie)

### Teatr D-H uliczny
Pałac Młodzieży, al. Wyszyńskiego 86

### Teatr DOM
ul. Piotrkowska 243

### Teatr Zamiast
al. Piłsudskiego 135

### Teatr Fundacji Kamila Maćkowiaka
ul. Sienkiewicza 55

### Teatr Popularny
ul. Ogrodowa 18